# Helixanthera
Helixanthera é um género botânico pertencente à família Loranthaceae.